# Ringnebulosan
Ringnebulosan, Messier 57,  M57 eller NGC 6720 är en planetarisk nebulosa i stjärnbilden Lyran. Den tillhör de mest välkända planetariska nebulosorna. Den ingår i Charles Messiers katalog av djuprymdsobjekt med beteckningen M57. Den befinner sig ungefär 2 500 ljusår bort.
Ringnebulosan upptäcktes 1779 av Antoine Darquier de Pellepoix och Charles Messier, oberoende av varandra.

## Struktur
Ringnebulosan är en typisk planetarisk nebulosa med en central blå stjärna omgiven av en elliptisk gasring. Ringen är ungefär två ljusår i diameter och växer med 20-30 km per sekund.